# José Francisco de Isla
José Francisco de Isla de la Torre y Rojo (Vidanes, León, 25 de abril de 1703-Bolonia, 2 de noviembre de 1781) fue un jesuita, escritor satírico y novelista español.

## Biografía
Aunque nacido accidentalmente en Vidanes (perteneciente al municipio de Cistierna), en la montaña oriental leonesa, pasó su infancia y adolescencia en la villa de Valderas, de donde era su madre oriunda, en el sur de la provincia de León. Precoz, despierto y de inteligencia superdotada, fue desde niño un lector compulsivo y se graduó de bachiller en leyes a los once años de edad, según su biógrafo José Ignacio de Salas, e ingresó en la Compañía de Jesús con dieciséis (1719) en el noviciado de Villagarcía de Campos, para luego estudiar filosofía y teología en la Universidad de Salamanca. 
A los diecinueve tradujo la Historia del emperador Teodosio de Esprit Fléchier. En colaboración con un profesor, el también jesuita padre Luis de Losada (1681-1748), escribió La juventud triunfante (Salamanca, 1727), descripción en prosa y verso, con cuatro comedias intercaladas, sin nombre de autor, de las fiestas celebradas con motivo de la canonización de san Luis Gonzaga y de san Estanislao de Kostka. Fue profesor de Filosofía y Teología en Segovia, Santiago de Compostela, Medina del Campo y Pamplona; en esta última población tradujo el Compendio de Historia de España del padre Duchesne y el Año cristiano del padre Jean Croisset; destacó también como predicador en Valladolid y Zaragoza. El marqués de la Ensenada lo propuso como confesor de la reina doña Bárbara de Braganza, pero él no aceptó. 
Publicó bajo el nombre ficticio de Francisco Lobón de Salazar, beneficiado de Aguilar y cura de Villagarcía de Campos, la más importante de sus obras, la primera parte de la Historia del famoso predicador fray Gerundio de Campazas, alias Zotes, en 1758, que se agotó en tres días y cuyo éxito quedó maculado por la Inquisición, que en no menos de un mes tomó cartas en el asunto y prohibió la obra; sin embargo la segunda parte se publicó en 1768, ya exiliado el autor, en edición clandestina, también prohibida por la Inquisición. Se trata de una novela de muy escasa acción, en la que se conjugan del modo más extraño dos elementos: una narración novelística satírica y burlesca acerca de los malos predicadores, que aún seguían el estilo pomposo y pedante de los predicadores gongorinos del barroco, y un tratado didáctico de oratoria sagrada. En esta combinación intercala el autor además diversos cuentos y chascarrillos; se percibe en la obra el influjo de la novela picaresca y de Cervantes y lo que más destaca en la misma es su ingenio y su ironía, además de la habilidad en la humorística parodia de los sermones pedantes, a pesar de la prácticamente inexistente acción. De la obra se agotaron los 1500 ejemplares de la edición en tres días. 

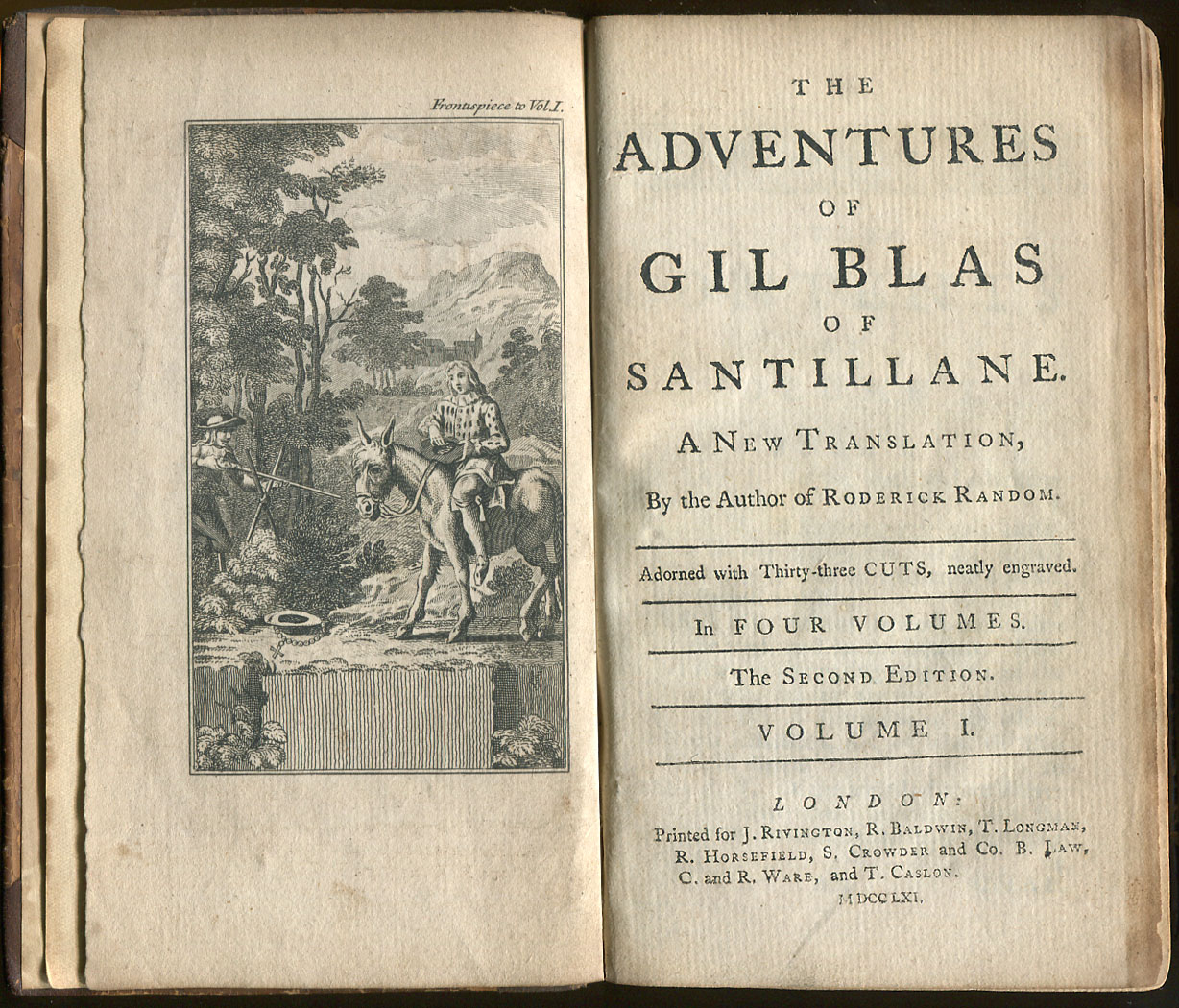
Versión inglesa de Las aventuras de Gil Blas de Santillana, traducida por José Francisco de Isla del francés al castellano.

Durante varios años residió en Villagarcía de Campos (Valladolid), hasta que la Compañía fue expulsada de España en 1767. Muy enfermo partió de Pontevedra y pasó por Córcega y distintas ciudades italianas hasta instalarse en Bolonia junto con Juan Francisco Rui-Gómez, marqués de San Isidro, donde fueron hospedados por los condes Tedeschi en su Palazzo; allí tuvo asiduo trato con los estudiantes españoles albergados en el Real Colegio de España fundado por el cardenal Gil Álvarez de Albornoz; durante su destierro mantuvo correspondencia en un estilo llano, casero y afectuoso con su hermana doña María Francisca de Isla, correspondencia que formó el volumen Cartas familiares; en Bolonia se entretuvo realizando diversas traducciones, como la de las Cartas de José Antonio Constantini en ocho tomos, que acabó en los Estados Pontificios, del Arte de encomendarse a Dios del padre Antonio Fracesco Bellati y la de la famosa novela picaresca de Alain-René Lesage, Gil Blas de Santillana, en cuyo prólogo acusó al autor francés de haber saqueado y traducido diferentes novelas españolas del género para componer la suya; esta traducción fue impresa en 1787 y 1788 y tuvo tal éxito que se conocen no menos de cincuenta y seis reimpresiones antes de comenzar el siglo XX. 
Falleció en 1781. En 1803 el sacerdote José Ignacio de Salas imprimió su biografía en Madrid y en el taller de Ibarra con el título Compendio histórico de la vida, carácter moral y literario del célebre padre Isla con la noticia analítica de todos sus escritos, pagada por su entregada hermana, también editora de muchas otras obras de su hermano. Isla fue autor de varias obras satíricas como los Papeles crítico-apologéticos (1726), El tapabocas (1727), las Cartas de Juan de la Encina (1732), una especie de colección de chistes escatológicos dirigida contra un médico y cirujano segoviano a su juicio bastante malo, José Carmona; Juventud triunfante (1727), y Triunfo del amor y de la lealtad. Día grande de Navarra (1746); y pocos años después de su muerte su hermana publicó varios volúmenes de Cartas familiares y sermones, que cuentan entre lo mejor de su prosa. Algunas obras espurias se publicaron con otras auténticas en el Rebusco de las obras literarias... (1790 y 1797)

## Fray Gerundio de Campazas

### Avatares editoriales

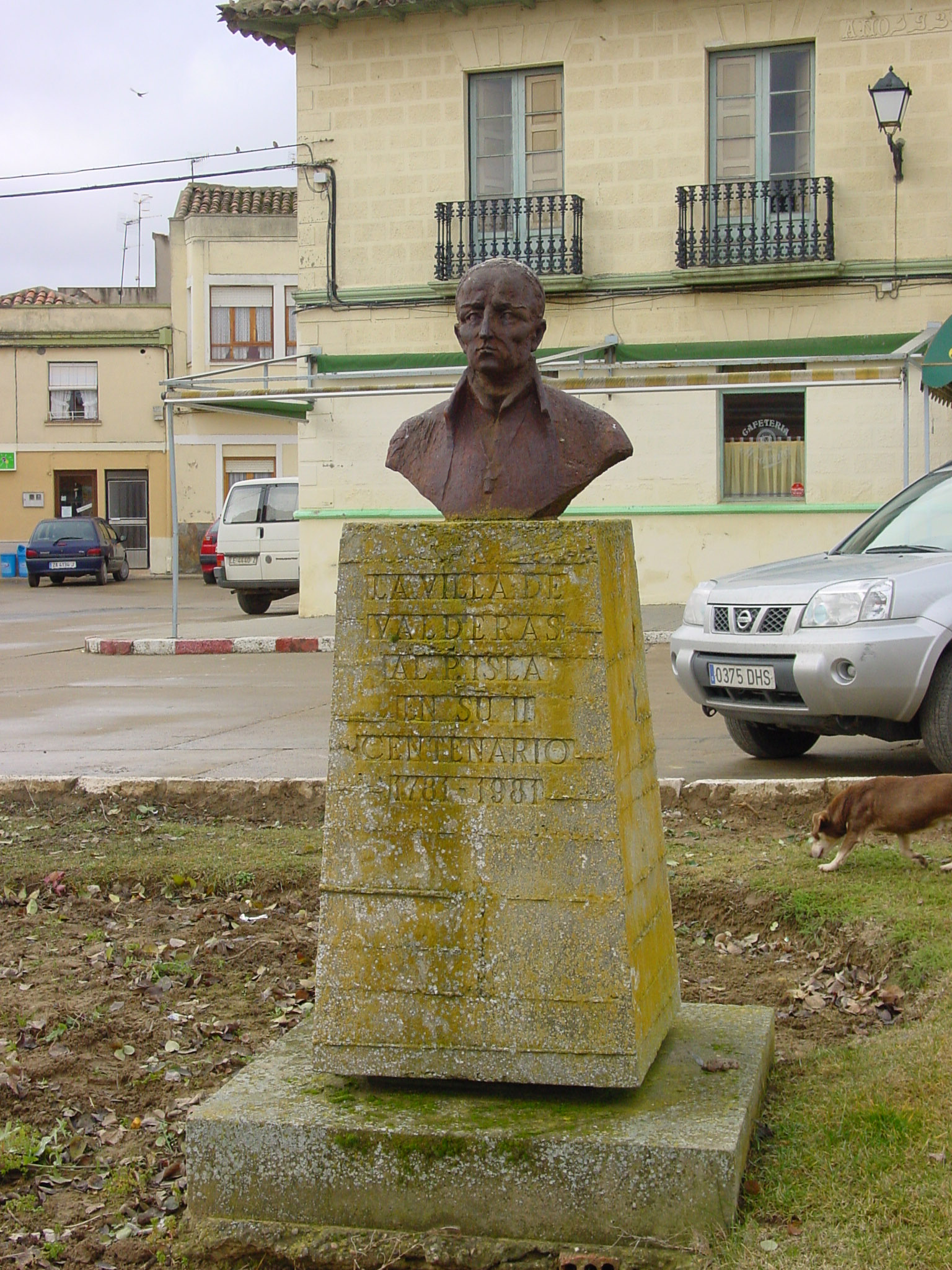
Busto del padre Isla en Valderas.

La fama de Isla y su puesto en la historia de la literatura española están vinculados particularmente a su sátira contra los predicadores de su tiempo. El obispo de Palencia se opuso a que la obra fuera impresa en su diócesis, por lo que Isla la hizo publicar en Madrid, y el 22 de febrero de 1758 aparecía la primera parte bajo el título de Historia del famoso predicador fray Gerundio de Campazas, alias Zotes. De los 1500 ejemplares que se imprimieron, se vendieron 800 en las primeras veinticuatro horas, y la edición quedó agotada en tres días. 
El Consejo de la Inquisición, el 14 de marzo de 1758, ordenó suspender «hasta nueva orden» la reimpresión de la primera parte y la impresión de la segunda. Más tarde, prohibió el libro, por decreto del 20 de mayo de 1760, después de un proceso de dos años. La segunda parte apareció en edición clandestina, en 1768 y la Inquisición la prohibió igualmente por decreto de 1766. 
Aunque el propósito de Isla al escribir la obra era mejorar la predicación, uno de los fundamentos de la acción pastoral, la parte satírica del libro contribuyó a alimentar la mala imagen de los miembros de las órdenes religiosas entre las clases populares, y fue utilizada como argumento por el anticlericalismo del siglo siguiente.

### Argumento
Casi es innecesario describirle al lector la trama. Su protagonista nace en Campazas, provincia de León, hijo del labrador Antón Zotes y de la tía Catalina Rebollo, su mujer. Tras estudiar sus primeras letras en la escuela rural de Villaornate y gramática latina con un dómine pedante y estrafalario de las cercanías, apellidado Zancas-Largas, decide de rondón meterse fraile, conquistado por la descripción de la regalada vida de convento que le hace un lego de paso por su casa. Acabado el noviciado sin haber entendido palabra en sus estudios, cae en manos del predicador mayor del convento, fray Blas, que toma a Gerundio por su cuenta, lo encamina hacia la oratoria y lo forma según su propio estilo. 
La novela, que consta de dos partes con tres libros cada una, es de considerable extensión y, sin embargo, no pasa de las primeras escaramuzas de fray Gerundio, que solo predica ante el lector dos sermones y medio. El resto de la obra lo componen las enseñanzas de fray Blas a su pupilo.

## Obras
- Papeles crítico-apologéticos (1726)
- El tapabocas (1727)
- Juventud triunfante (1727)
- Cartas de Juan de la Encina. Obra de... Josef Francisco de Isla... contra un libro que escribió don Josef Carmona, cirujano... Intitulado: «Método Racional de curar Sabañones» (1732)
- Triunfo del amor y de la lealtad. Día grande de Navarra (1746)
- Historia del famoso predicador Fray Gerundio de Campazas, alias Zotes. 1758 primera parte y 1768 la segunda.
- Mercurio general de Europa, lista de sucesos varios, 1758.
- Los aldeanos críticos o cartas críticas sobre lo que se verá, Madrid, 1759.
- Cartas familiares (1786). Hay ediciones en Barcelona, 1883, y León, 1903.
- Anatomía del informe de Campomanes. Pról. y notas del padre Conrado Pérez Picón. León: Institución fray Bernardino de Sahagún, 1979.
- Reflexiones cristianas sobre las grandes verdades de la fe, Madrid, 1785.
- Cartas atrasadas del Parnaso y Sueño escrito por el padre Josef Francisco de Isla en la exaltación del Señor D. Carlos III (que Dios guarde) al trono de España, Madrid: Oficina de Pantaleon Aznar, 1785.
- Sermones, 1792 y 1793, seis vols.
- Colección de papeles crítico-apologéticos, Madrid, 1787 1788, dos vols.
- Traducción de Alain René Lesage, Gil Blas de Santillana, 1787 y 1788.
- Traducción del Compendio de Historia de España del padre Duchesne.
- Traducción del Año cristiano del padre Jean Croiset.
- Traducción de las Cartas críticas sobre varias questiones eruditas: científicas, physicas y morales, a la moda y al gusto del presente siglo del abogado veneciano Giuseppe Antonio Constantini en ocho vols.
- Traducción del Arte de encomendarse a Dios, o sea, virtudes de la oración del padre Antonio Francesco Bellati.